# Skwierzyna

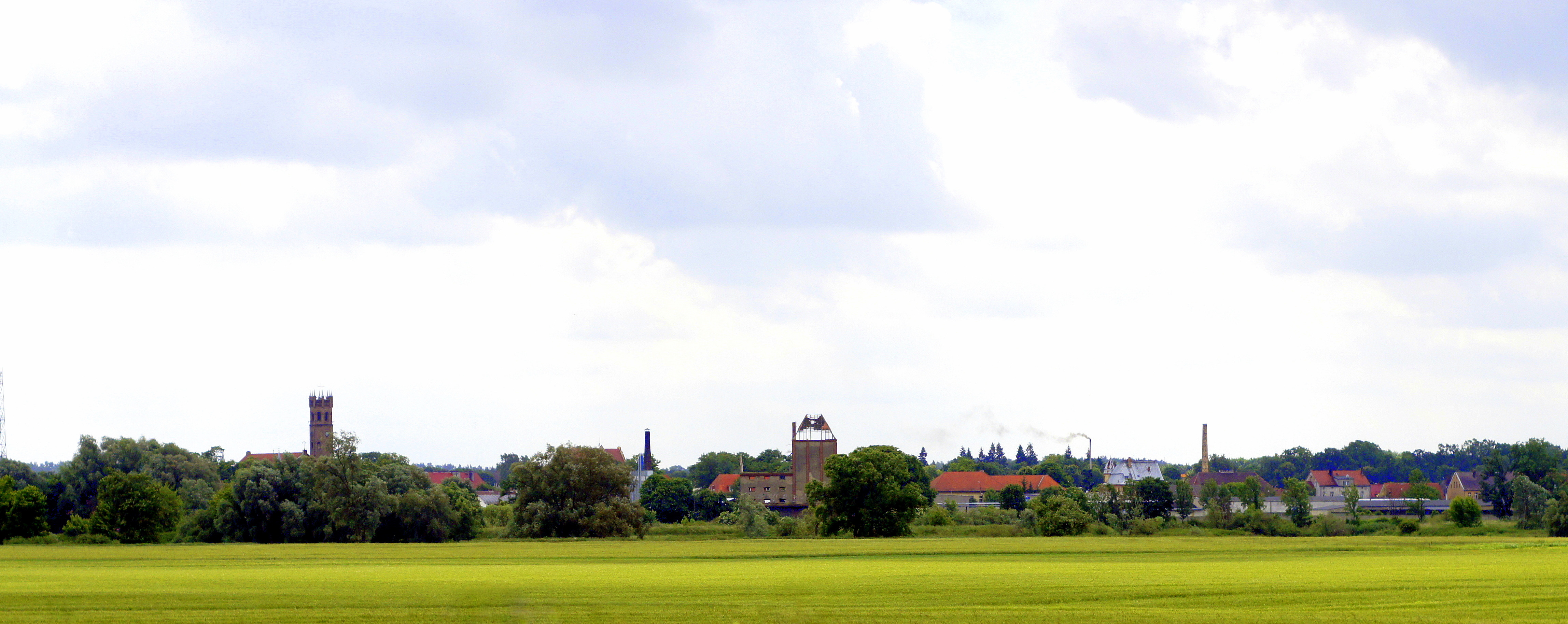

Skwierzyna [skfjɛˈʒɨna] (tyska: Schwerin an der Warthe) är en stad i västra Polen, belägen i distriktet Powiat międzyrzecki i Lubusz vojvodskap, 104 km väster om Poznań, vid floden Obras utlopp i Warta. Tätortens befolkning uppgår till 9 920 invånare (juni 2013). Skwierzyna är centralort i en stads- och landskommun med sammanlagt 12 572 invånare (2013).

## Geografi
Staden ligger på den plats där floden Obra mynnar i Warta i norra delen av Lubusz vojvodskap. Väster om staden ligger det 107 meter höga Galgberget. Avståndet till Gorzów Wielkopolski är 25 kilometer och avståndet till Zielona Góra 80 kilometer. Järnvägen mellan städerna och den nord-sydliga polska nationella vägen S3 passerar genom Skwierzyna.

## Historia
Orten grundades 1295 under ledning av cisterciensermunkarna i klostret Paradies, beläget 30 kilometer söder om staden. Staden lydde under fem sekel under den polska kronan, men från medeltiden och framåt med en stor tyskspråkig befolkning. Kungen Przemysław II av Polen gav orten stadsrättigheter 1306. Under Władysław II Jagiełło fick staden ett ekonomiskt uppsving i slutet av 1300-talet, då denne lät anlägga en handelsväg mellan Kraków och Stettin genom staden. Då staden låg nära gränsen mot kurfurstendömet Brandenburg uppfördes här en tullstation som bidrog till stadens betydelse som gränshandelsstad.
Staden tillföll kungadömet Preussen i Polens andra delning 1793. Under Napoleonkrigen låg staden från 1807 till 1815 i hertigdömet Warszawa. Genom Wienkongressen tillföll staden åter Preussen, från 1818 som del av Kreis Birnbaum i provinsen Posen. 1887 blev staden huvudort i Landkreis Schwerin (Warthe).
År 1910 öppnades järnvägen mellan Gorzów Wielkopolski och Birnbaum, vilket påskyndade stadens industriella utveckling, främst inom trä- och textilindustri. Efter Versaillesfreden blev staden del av den preussiska restprovinsen Grenzmark Posen-Westpreussen, efter 1938 införlivad i provinsen Brandenburg. Staden blev garnisonsstad 1937 under Nazityskland. Vid den sista tyska folkräkningen år 1939 hade staden 7 072 invånare.
Staden förstördes till 60 procent i samband med Röda arméns intåg 1945. Efter krigsslutet tillföll staden Folkrepubliken Polen genom Potsdamöverenskommelsen, och återstoden av den tyskspråkiga befolkningen fördrevs över gränsen västerut.

## Sevärdheter
- Nikolaikyrkan från 1400-talet
- Rådhuset, uppfört 1841
- Lagerbyggnader från tidigt 1800-tal
- Jagiełłomonumentet

## Kända invånare
- Johann Gottfried Piefke (1815-1884), militärmusiker och kompositör.
- Erich Ziegel (1876–1950), skådespelare och regissör.

## Vänorter
- Bernau bei Berlin, Brandenburg, Tyskland.
- Fredersdorf-Vogelsdorf, Brandenburg, Tyskland
- Brjansk, Ryssland
- Międzychód, Polen
- Klevan, Ukraina